# Rochus
Rochus este o arie protejată (arie specială de conservare — SAC, sit de importanță comunitară — SCI) din Republica Cehă întinsă pe o suprafață de 57,93 ha, integral pe uscat.

## Localizare
Centrul sitului Rochus este situat la coordonatele 49°04′33″N 17°29′34″E / 49.075833°N 17.492778°E.

## Înființare
Situl Rochus a fost declarat sit de importanță comunitară în aprilie 2005 pentru a proteja 1 specie de animale. Situl a fost protejat și ca arie specială de conservare în august 2016.

## Biodiversitate
Situată în ecoregiunea panonică, aria protejată nu include niciun habitat protejat.
La baza desemnării sitului se află o specie protejată de  nevertebrate: fluturele de noapte (Eriogaster catax).